# Алхимик Сендзивой
«Алхимик Сендзивой» (пол. Alchemik Sedziwoj) — картина польского художника Яна Матейко на исторический сюжет, созданная в 1867 году. Хранится в Музее искусств в Лодзи.

## Описание и судьба картины
Матейко изобразил одно из помещений в Вавельском замке. Центральная фигура — алхимик Михал Сендзивой, который в конце XVI века жил некоторое время при дворе короля Речи Посполитой Сигизмунда III. Он стоит на колене у камина, в котором горит огонь, и показывает собравшимся монету, которая по его словам только что превратилась в золотую. В правой части полотна изображены заинтересованные наблюдатели: король Сигизмунд, великий коронный маршал Николай Вольский (слева от короля, с лупой в руке), воевода сандомирский Ежи Мнишек (выглядывает из-за спины короля). Слева сидит Пётр Скарга.
Картина была создана в 1867 году. Промышленник Кароль Эйзерт в 1939 году передал её Музею искусств в Лодзи.